# Landschloss Korntal

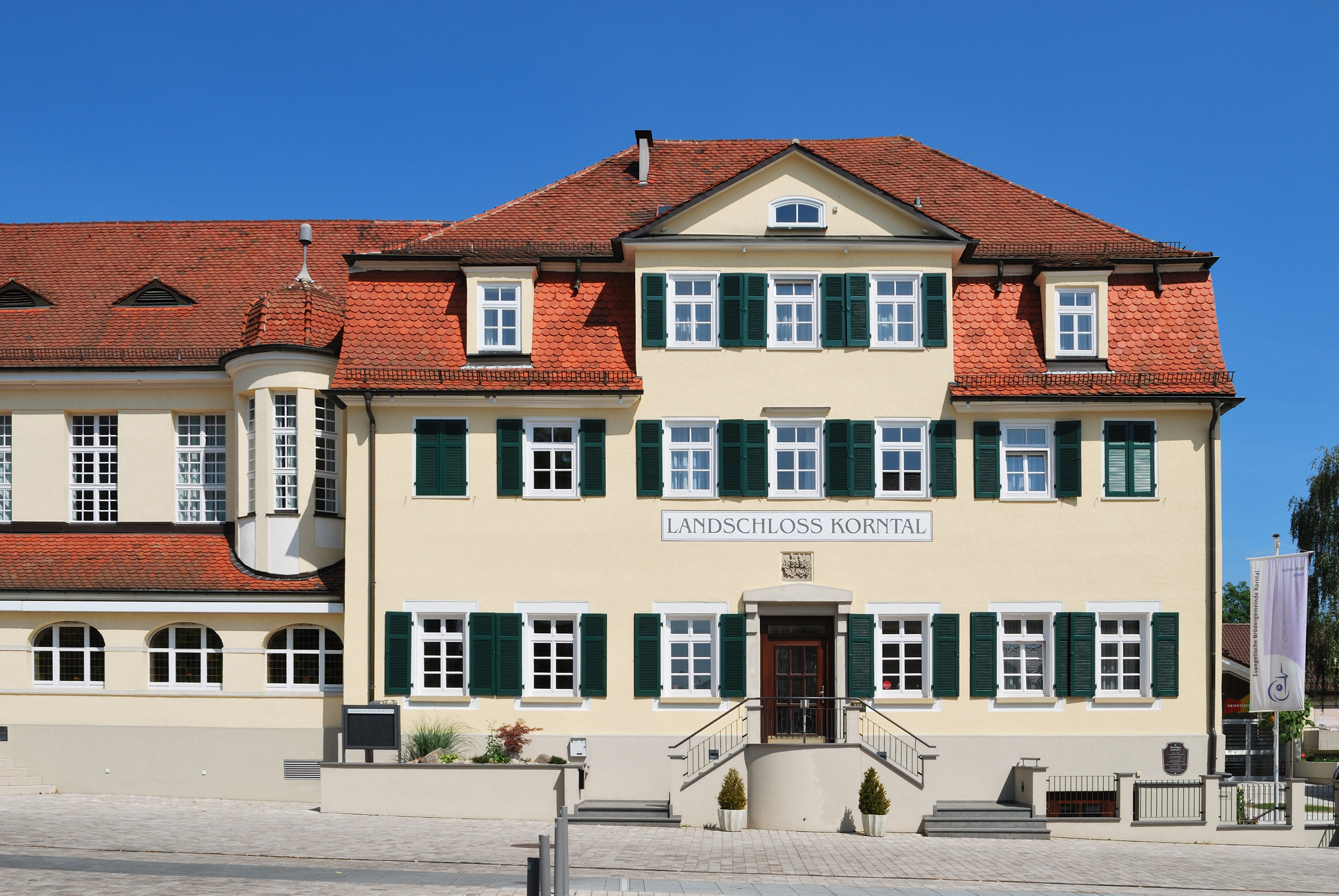
Landschloss Korntal

Das Landschloss Korntal (früher auch: Görlitz’sches Schloss) ist ein als Hotel genutztes, ehemaliges Herrenhaus in der Gemeinde Korntal-Münchingen im Landkreis Ludwigsburg, Baden-Württemberg. Es befindet sich im unmittelbaren Kern des Teilortes Korntal, welcher um das Landschloss herum entstanden war. Das Gebäude ist im Besitz der Evangelischen Brüdergemeinde Korntal.

## Geschichte
Das heutige Landschloss ist ein 1691 durch die Herren von Münchingen erbautes Herrenhaus auf dem Gelände des ehemaligen Ritterguts Korntal. Dieses Gut war seit 1621 im Besitz der Herren von Münchingen, zuvor durchlief es mehrere Besitzerwechsel, 1287 war es erstmals in den Statuten des Chorherrenstifts zu Sindelfingen erwähnt worden. Durch Einheirat wurden die Grafen von Görlitz Miteigentümer der Schlosses. Daher auch dessen frühere Bezeichnung als Görlitz’sches Schloss.
1818 erwarb Gottlieb Wilhelm Hoffmann das Gut Korntal samt Schloss. Der Kauf geschah laut Vertrag „im Namen und für eine religiöse Gesellschaft“. Bei der hier genannten Gesellschaft handelte es sich um die von Hoffmann gegründete Evangelische Brüdergemeinde. Das Schloss wurde zunächst zum Versammlungshaus der Brüdergemeinde, deren Mitglieder sich in einem auf dem Gelände des Hofguts zu diesem Zweck errichteten Dorf niederließen. Aus diesem Dorf entwickelte sich die heute zu Korntal-Münchingen gehörende Gemeinde Korntal, vor 1819 war das Hofgut Teil der Gemeinde Weilimdorf. Später diente das Landschloss als Gemeindegasthaus. Um 1911 entstand ein Anbau für einen Festsaal sowie 1928 ein rückwärtiger Gebäudeanbau. Mittlerweile wird das Gebäude als Hotel genutzt.